# Honavar
Honavar (o Honawar, Onore, Honore) è una suddivisione dell'India, classificata come town panchayat, di 17.833 abitanti, situata nel distretto del Kannada Settentrionale, nello stato federato del Karnataka. In base al numero di abitanti la città rientra nella classe IV (da 10.000 a 19.999 persone).

## Geografia fisica
La città è situata a 14° 16' 60 N e 74° 27' 0 E e ha un'altitudine di 2 m s.l.m..

## Società

### Evoluzione demografica
Al censimento del 2001 la popolazione di Honavar assommava a 17.833 persone, delle quali 9.009 maschi e 8.824 femmine. I bambini di età inferiore o uguale ai sei anni assommavano a 1.888, dei quali 972 maschi e 916 femmine. Infine, coloro che erano in grado di saper almeno leggere e scrivere erano 13.990, dei quali 7.464 maschi e 6.526 femmine.